# 東雲篩雪図

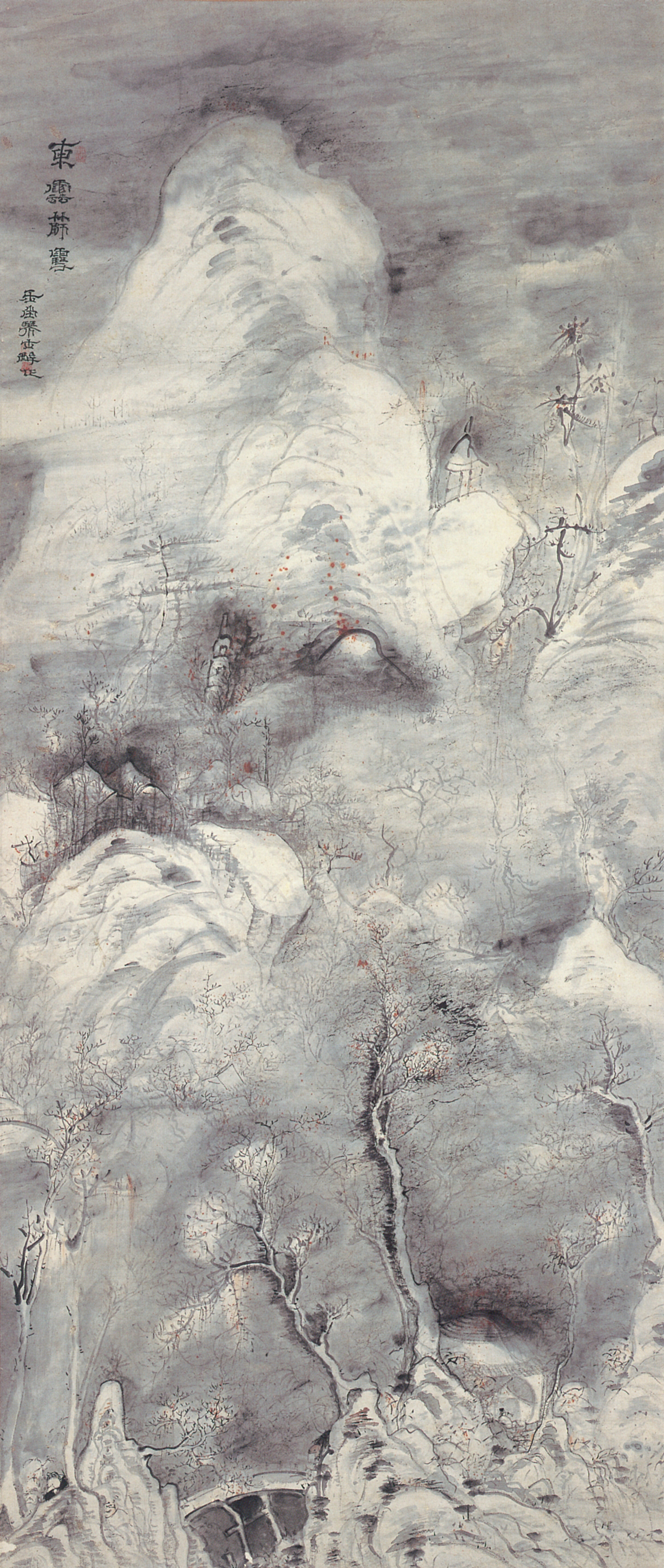
『東雲篩雪図』

東雲篩雪図（とううんしせつず）は江戸時代の文人画家、浦上玉堂作の南画である。玉堂60代末の制作と推定され、作者の最高傑作と評価されており、国宝に指定されている。本作品を高く評価していた川端康成が購入、所蔵した作品としても知られており、川端康成の死後は川端康成記念会が所蔵している。
ちなみに本作品は文化財登録名は「凍雲篩雪図」となっているが、作者の浦上玉堂自身は「東雲篩雪図」と名付けている。記事名は作者による命名に従い「東雲篩雪図」とする。

## 作品について
東雲篩雪図は江戸時代の文人画家、浦上玉堂作の南画であり、紙本に深山の雪景色を描いている。縦133.5センチメートル、横56.2センチメートルの画面を覆うように薄色の墨を引き、山肌の積雪を表現した部分のみ白地を残している。その上で落葉した樹木や雪に埋もれた家屋、そして人影が墨で描かれており、さらに画中には点々と朱が散らされている。
近景には雪が積もった橋、落葉した樹木、岩々や家屋、そして雪に埋もれた家屋の中で書物を読む人物、傘を差しながら橋を渡る人物が描かれ、山の中腹には次第に樹木がまばらになりつつ雪に埋もれた数棟の家屋や石塔が、暗い雪空のもと遠景に向かって急峻な山体が描かれている。点々と散らされた朱に関しては、暁の光が当たり始めた光景と取る解釈、寒さ、雪の冷たさをより強調する効果として用いられたとの解釈、雪の中に散り残った紅葉の姿を描写したものとの解釈がある。
作品の左上には「東雲篩雪」、「玉堂琴士酔作」との落款が記されている。最初の東雲篩の三文字については薄墨で記した上に濃い墨で上書きしており、雪以降の7文字は最初から濃い墨で書いている。そして作品の右肩部に捺す関防印は朱地に白抜きの「酔郷」方印、「玉堂琴士酔作」の落款に重ねるように款印として「琴王」の朱文の長方印と朱地に白抜きの「白髯琴土」方印の2つの印章の、計3つの印章が捺されている。浦上玉堂の作品の中で3つの印章が捺されているのは異例である。

## 作品名について
題名の「東雲篩雪」に関しては、東は凍の字を表したものであり「凍雲篩雪」として解釈する説と、「東雲篩雪」の題名のままに解釈する説とがあって決着がついていない。
「東雲篩雪」を「凍雲篩雪」と解釈する説は多くの研究家によって認められている。東は凍るに通じ、凍るような空から篩にかけたかのような細雪が降る光景を描いたものであるとの説である。また凍の字の方が東より南画としてふさわしいとの意見もある。
また「東雲篩雪図」は清初期の画家、李楚白作の「腕底煙霞帖」の「凍雲欲雪」の影響を受けた作品であることがほぼ定説化している。「腕底煙霞帖」は池大雅が所有していたと伝えられており、その後池大雅の弟子である夙夜の手に渡り、1803年（文化3年）に玉堂が入手していた。「腕底煙霞帖」は玉堂の作品「煙霞帖」に大きな影響を与えており、「腕底煙霞帖」の中の「凍雲欲雪」の題名にちなんで「東雲篩雪」と名付けられ、絵の構図も似通っていると指摘されている。
一方、題名のまま解釈する説では、東雲とはしののめ、つまり暁を意味し、篩雪は篩にかけたような細雪が降る情景を指していると見なし、字面通りに、明け方、篩にかけたかのような細雪が舞い落ちる中、陽の光が差し始めた光景を描いているとの解釈がある。東雲とは地名を指すとの考え方もあって、浦上玉堂が滞在したことがある会津の会津若松にある東山温泉の雪景色をモデルとしており、東山の東であるとの説がある。また玉堂の漢詩「送人双松駅（人を二本松駅に送る）」から、会津東方の二本松に明け方のしののめ時に友人を見送った際の思いが込められているとの説、やはり漢詩「送人双松駅」から、本作は黎明を予感させる闇夜の中の雪の微光を描いたものと捉え、「東雲」という題名に闇夜の中にあって暁への願望を込めたとの説などがある。

## 玉堂の画業における位置付け

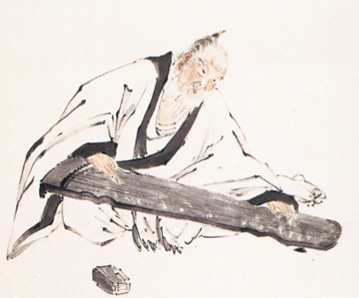
浦上玉堂

作者の浦上玉堂は1745年（延享2年）3月に、鴨方藩士、浦上宗純の第4子として生まれた。玉堂の父、宗純は1751年（寛延4年）2月に亡くなり、兄が早世していたため玉堂は数え年7歳にして父の跡目を継いだ。
玉堂は1760年（宝暦10年）、主君池田政香に初の御目見を行い、以降政香に献身的に仕えた。しかし政香は1768年（明和5年）に亡くなった。玉堂は政香死後も鴨方藩士としての勤めを続けたが、やがて職務に身が入らずに趣味の世界に耽溺するようになっていく。
玉堂の趣味は琴、漢詩、書、そして南画であった。40代に入ると玉堂の名が知れわたるようになって、多くの文人たちとの交流が盛んになっていく。そのような中で玉堂は1792年（寛政4年）妻を亡くす。伴侶を亡くした玉堂は翌1793年（寛政5年）に藩務を辞し、1794年（寛政6年）には脱藩して以後文人として諸国を放浪するようになる。
現存する絵画作品から、玉堂は30代半ば頃から絵を描くことが増え、40代以降本格化したと考えられている。玉堂は日本における南画の隆盛期を代表する画家の一人とされ、画風的にも独自の個性が認められている。しかし一方で玉堂は大器晩成型の人物であり、玉堂のスタイルが確立された絵画が描かれるようになるのは、1794年（寛政6年）の脱藩後10年あまりが経過した60代半ば以降のことである。
前述のように玉堂は1806年（文化3年）に「腕底煙霞帖」を入手し、「腕底煙霞帖」からインスピレーションを得て「煙霞帖」を作成する。「煙霞帖」は玉堂の大きな転換点となった作品であり、以後、代表作とされる作品を生み出していくことになる。「腕底煙霞帖」をさらに咀嚼し、繊細な描写につとめた結果として「東雲篩雪図」が生み出されることになった。具体的には「東雲篩雪図」の山の輪郭線、空間部に見える横長の描線に、「腕底煙霞帖」の技法からの影響がうかがえる。また「東雲篩雪図」はその発想は「腕底煙霞帖」から得たものの、墨による面の表現を深く追求することによって、「腕底煙霞帖」からの飛躍に成功したとの評価や、「腕底煙霞帖」からの逸脱を極限まで追求することによって、逆に中国の文人画の表現に迫った作品になっているとの評価がある。福田和也は「東雲篩雪図」を「支との対話の中から日本人が何を選び出し、作り出してきたのか、その頂点を記している」として「支那文化の最高度の受容」であると評価している。
「東雲篩雪図」の制作年次ははっきりとしていないが、作風から作者浦上玉堂の60代末の作品であると考えられている。描かれている場所については会津説、北陸説、中国地方説などがあって定説はない。

## 評価・影響

### 評価
「東雲篩雪図」は浦上玉堂の最高傑作とされており、生涯の傑作であるとの評価も見られる。その一方で、玉堂の作品の中では異色のものであるとの評価もある。また「東雲篩雪図」を購入、所蔵した川端康成も「南画の定法にとらわれず、玉堂がまったく独創の手法で描いているのが近代的」と評価している。
美術史家の吉沢忠は、雪のある山中の実景をよくつかんだ作品であり、全体の情感をつかむ作者玉堂の驚くべき敏感な神経が感じられ、その中にも悲しげな憂鬱、うら悲しい調子が感じられ、玉堂の諦観のようなものが表現されていると評価している。吉沢は本作に見られる憂鬱は、矛盾が深まり、閉塞感に覆われるようになった幕藩体制と、そこからの脱出を決意した玉堂の思いが投影されているのではないかと推測していて、末期になるにつれて憂愁を深める傾向が見られる江戸時代の南画の中でも、玉堂は憂愁を描いた最初期の作家であり、その中でも「東雲篩雪図」には最もよく憂愁が現れていると評価している。
やはり美術史家の佐々木丞平は「東雲篩雪図」について、繊細さを明確に打ち出しているとともに、山が崩れてきたり、木がねじ曲がっていってしまうかのような、構図のもろさや不安定さがあると評価している。また佐々木は、自然を怖れながらも愛し、自然を離れては存在しえない自らを自覚していた玉堂の自画像のようなものを描きたかったのではと推測している。一方小林忠は、「東雲篩雪図」には深刻な自問自答の戦いが記録されており、鬱屈する心の激情にまかせて筆を走らせたと解釈している。
牧野陽子は「東雲篩雪図」は闇夜を描いた絵画と考えている。そして他の南画と大きく印象が異なることを指摘している。比較的高い位置から俯瞰した、安定した画面構成の他の南画とは異なり、視点が画面の一番下に置かれており、画面の一番下から上を見上げる形で描かれているのに加えて、視点の収束点が無いため、いわば無限の空へと連続していく形で描かれていると指摘している。そして無限の空へと続いていく雪山に、闇の中、雪が降り注いでいる本作は、闇夜の中から暁が訪れる予兆を描いたものであって、それは玉堂自身の閉塞した世界から次元の異なる別世界に移り行く予感に満ちた、力強い心の昂ぶりを描いた作品と解釈している。
また佐藤康弘は、男性器と女性器を象徴的に描いたと見られている玉堂の他の作品を引きつつ、東雲とは神女の化身であり、篩雪は神女がお酌する酒ないし神女の愛液を象徴するものであり、「東雲篩雪図」では男女の情交を暗示しているのではないかとの仮説を唱えている。その上で佐藤は、男女の情交を暗示として込めながらも、鑑賞に耐えうる山水画として成立させた玉堂の画力を評価している。

#### 酒と東雲篩雪図
前述のように「東雲篩雪図」の落款には「酔作」とあり、関防印に「酔郷」と捺されていることから、酒が「東雲篩雪図」に影響を与えたことを指摘する意見がある。
河野元昭は「東雲篩雪図」を酔った状態で描いた酔画であることは明らかであると指摘している。河野は、現実からの逃避、そして精神的な開放を求め、更には陶淵明を筆頭に中国の文人らが酒を愛し嗜んできた伝統を踏まえ、玉堂は酒を飲みつつ制作に当たっていたと考えている。また飲酒が制作に当たる玉堂の精神開放と集中を促したのではとの推測もある。
また本作品における「酔作」には、自作の予想外の出来栄えに対する照れの気分が含まれているのではないかとの推測もある。

#### 重要文化財、国宝の指定
「東雲篩雪図」は後述のように1950年（昭和25年）には川端康成が入手し、入手後の1952年（昭和27年）に重要文化財に指定された。そして「東雲篩雪図」は技法、構図など他には見られない個性的な表現者である玉堂の心象風景が、よく現れている作品であると評価され、1965年5月には国宝に指定されている。
なお、川端の死後、「東雲篩雪図」を始めとした川端康成が蒐集した美術品は、死後設立された川端康成記念会が一括して管理している。

### 影響
「東雲篩雪図」の後世への影響については後述の川端康成が有名であるが、橋本関雪、萬鉄五郎の絵画への影響を指摘する意見もある。橋本関雪は1924年に『玉堂琴士遺墨集』を著し、浦上玉堂評価の先鞭をつけた。橋本関雪の「凍雲危桟図」は、「東雲篩雪図」をモデルに描かれたとの説がある。また萬鉄五郎も浦上玉堂についてカンディンスキーに共通するものがあると評価した。そして萬の絵画作品「木の間から見下した町」の中に「東雲篩雪図」からの影響を見る意見がある。

## 川端康成との関わり

### 入手

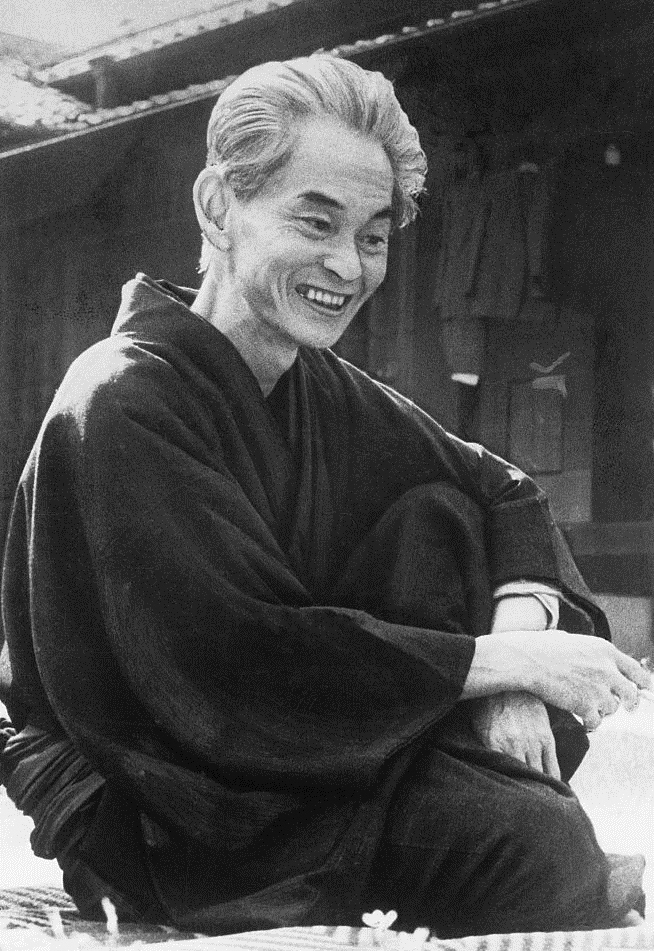
川端康成

川端康成は、1947年（昭和22年）に執筆した随筆、『哀愁』の中で初めて浦上玉堂の絵画について触れている。『哀愁』では「東雲篩雪図」は冬の厳しさを描いていると述べていて、川端は戦後まもなく「東雲篩雪図」に関心を寄せていたことがわかる。なお『哀愁』執筆当時、川端はまだ「東雲篩雪図」の実物を見たことがなく、図録でその存在を知っていた。
1949年（昭和24年）11月、川端は日本ペンクラブ会長として広島市に招かれた。ところが広島滞在中に養女政子の実母富江が危篤との連絡を受け、至急大阪の富江宅に向かった。富江の危篤の原因は虫垂炎への対応が遅れたためであり、治療の甲斐があって回復した。
その後川端は大阪から京都へ向かい、定宿としていた柊屋に投宿し、雑誌掲載用の小説を執筆した。京都滞在中、川端は本能寺にある浦上玉堂の墓参りを行っている。京都滞在中に「東雲篩雪図」のありかについての情報を入手したと考えられている。
1949年（昭和24年）、川端はアポなしで突然大阪の朝日新聞社学芸部を訪れ、買いたい絵があるが金が足りない、近々朝日新聞で連載小説を始めるので10万円貸して欲しいと依頼してきた。月給が千数百円程度であった当時、10万円は大金であった。アポなしの大金の無心に困惑しながらも、大阪の朝日新聞社学芸部は川端さんになら朝日新聞にとって損はないので貸してよいだろうと判断した。その上で東京本社の学芸部に確認したところ、連載小説の話はまだ川端さん本人に正式に話を通しているわけではないが、本当に朝日新聞に連載小説を書いてもらえるのなら10万円を借して構わないということになった。しかしその日、大阪の朝日新聞社の金庫には現金10万円が無く、金を用立てて翌日、川端が止宿中であった京都の柊屋に社員が出向いて10万円を届けることになった。10万円を届けた際、社員は、誰の何の絵を買おうとしているのか川端に確認した、すると川端は滋賀県の旧家にある玉堂のいい絵を買うと答えた。
大阪の朝日新聞社から10万円の提供を受けた川端は、滋賀県長浜市へ向かった。しかし持ち主は川端に焼けてしまったと言い、「東雲篩雪図」を見せなかった。これは財産税としての課税対象となることを恐れ、存在を隠したとも推測されている。
終戦後の混乱期、これまで見ることすら困難であった旧家、名家所蔵の美術品が続々と手放され、大量に市場に流通した。「東雲篩雪図」の所蔵者もひそかに絵を手放し、京都の美術商に売却することになった。1950年（昭和25年）4月26日、京都の定宿柊屋に止宿中の川端のもとに「東雲篩雪図」が来ているとの情報が届き、早速翌朝には実物を見ることになった。「東雲篩雪図」を無言で凝視し始めた川端は、眼光を異様に爛々と輝かせながら「いいですねいいですね」と連呼したと伝えられている。
当時、川端は金銭的に苦しかったが何としてでも「東雲篩雪図」を入手したいと考えた。しかし売り主の希望価格は30万円と高額であり、川端は「これを逃すときっと一生の悔いになり、一生思い出す」と金策に奔走した。また焼けたことにしてひそかに売却する絵を著名人に売ること自体に難色を示していたため、美術商は買い手が川端であることを隠して価格交渉に臨んだ。結局価格交渉は27万円で折り合いがつき、1950年5月4日、川端は「東雲篩雪図」を入手した。入手後川端は「東雲篩雪はやはり類ない名画だ」と妻宛の手紙に記している。

### 影響
川端は「東雲篩雪図」の入手とともに、やはり後に国宝に指定されることになる、池大雅、与謝蕪村合作の十便十宜図の入手によって、南画、文人画の蒐集家と見なされるようになり、美術蒐集家としても著名となった。
高橋睦郎は玉堂の傑作、「東雲篩雪図」と川端が出会えたことは奇跡であり、この出会いによって川端の作品が変化したのではと推測している。そして福田和也は、川端の作品『山の音』を例に引きつつ、無機物が持つ迫力に対する指向、感覚が、「東雲篩雪図」と通底していると指摘している。
また日本近代文学の研究者である谷口幸代は、川端の『名人』の内容などから、「東雲篩雪図」に代表される浦上玉堂への思いが伺われ、玉堂が脱藩した50歳という年齢と自らの再出発を重ね合わせているとした。その上で前述の佐藤康弘の玉堂絵画と性との結びつきを論じた説を引用しつつ、玉堂作品上で展開される性の世界を梃子にして、自らも性の深淵を追求する作品の制作へと踏み出していったと評価している。
やはり日本近代文学の研究者の羽鳥徹哉は、谷口の浦上玉堂との出会いが川端の性の深淵を追求する作品制作の起爆剤となったとの説を認めつつ、50歳の玉堂による脱藩、家出という行為が川端に与えた影響をさらに重視している。羽鳥は川端が孤独や危険を覚悟して自分の殻を破り、新しい文学的冒険に乗り出そうとする際に、玉堂がそのきっかけを作り、大きな励ましを与えており、結果として川端の文学制作の営みに直接的に繋がっていて、文学的転機を準備したと評価している。
なお、親族によると川端はしばしば「東雲篩雪図」を深夜に架けて一人ぼうっと眺めており、「玉堂が玉堂琴を背負って出奔したように、自分もこれ（東雲篩雪図）を風呂敷に包んで、背中に背負って家出をしたい」と述べていたという。